# Висок (котловина)
 Тази статия е за котловината.  За селото в България вижте Висок (село).  
Висок е гранична котловина между България и Сърбия, разположена между планината Видлич от юг и Берковския дял на Стара планина от север. През Висок тече река Височица, която извира под връх Камара.

## География
Западната част на областта е вододелът между Топлодолска и Църновръшка река, а южната – планината Видлич и вододелът между Градашничка река и Калугерски поток.
Котловината се разделя на две части Горни и Долни Висок (на сръбски: Горњи и Доњи Висок или Gornji i Donji Visok). Границата между тях най-общо съвпада с границата между България и Сърбия от Берлинския договор 1878 година, като по-голямата част от Горни Висок е в България, а Долни е в Сърбия. Някои автори пишат и за Средни Висок, в който включват селата Пъклещица, Бела, Велика Луканя, Гостуша, Мала Луканя, Завой, Покровеник и Копривщица.

## История
В Поменик на Зографския манастир в Света гора от 16 – 17 век "мѣсто Висо̀к" е посочено като "Блъгарска земля", при град Пирот.
Феликс Каниц посещава района след разделянето му през 1878 година между Княжество България и Кралство Сърбия. Той приема, че река Височица е част от Темска и описва жителите му по следния начин:
| „ | Хората по горното течение на Темска живеят умерено. Малкото животновъдство и градинка задоволяват скромните потребности на тези истински балканджии. Няколко пъти досега съм се спирал на интелекта на тези твърде силни във физическо отношение българи. И те, както източните им съседи в Софийското поле, са малко образовани, живеят в пълна изолираност... Това обяснява пълната пасивност на голямата, чисто българска област по река Темска по време на победите, които сърбите извоюваха през юли 1876 г. при близката Бабина глава и Нишава. | “ |

След промяната на българо-сръбската граница през 1920 г. по Ньойския договор на българска територия остава само част от югоизточната част на Горни Висок, със селата Бърля, Губеш, Комщица и Смолча. Останалата част на Горни Висок е в Западните покрайнини и в нея са разположени няколко села с преобладаващо българско население – Славиня, Болев дол, Брачевци, Вълковия, Горни Криводол, Долни Криводол, Изатовци, Каменица и Сенокос.
Селата в Долни Висок, на северозапад по течението на Височица днес имат сръбско население.

### Културни забележителности
В района на Висока има няколко забележителни български църкви и манастири. Предполага се, че църквата „Св. Архангел Михаил“ в село Болев дол е построена на мястото на съществувала по-ранна църква от X-XI век. На източната и южната стена на църквата изследователите са намерили три слоя, за които има основания да се смята, че датират от XVII-XIX век.
Други такива църкви са „Св. Панталеймон“ в село Сенокос и „Св. Георги“ в Славиня, и двете строени преди Освобождението и пазещи интересни и ценни икони и богослужебни книги, както и „Св. Богородица“ в Каменица, опожарена от турците след потушаването на Чипровското въстание, защото в нея се укривали бежанци от Чипровци.
В миналото в село Изатовци е функционирал манастирът „Св. Архангел Михаил“.